# 栄養士
栄養士（えいようし、英: dietitian, nutritionist）は、栄養士法（昭和22年法律第245号）に定められ、「栄養の指導に従事することを業とする」国家資格。都道府県知事から交付される。

## 概要
「栄養の指導に従事することを業とする」者で、厚生労働大臣の指定した栄養士養成施設または管理栄養士養成施設において、2年以上栄養士としての必要な知識及び技能を修得し、都道府県知事の免許を受けた者を指し、栄養士法によって定められた国家資格である。
栄養士の免許を有する者、または管理栄養士養成施設（四年制大学、四年制専門学校）の卒業生でなければ、管理栄養士を取得するための管理栄養士国家試験を受験することができない。
また、栄養士の免許を有する者でなければ、栄養教諭免許（専修、1種、2種）を得ることができない。したがって、栄養士免許が取得できない教育学部では、栄養教諭免許（専修、1種、2種）を取得することはできない。
栄養士資格必修科目として多くの実験や実習の授業が設定されており、昼間の時間帯に行われる学外実習も設定されているという理由から、栄養士養成施設には夜間部や通信教育課程は認可されておらず、全て昼間部だけである。栄養士資格は調理師のように国家試験は実施されていない。栄養士資格を取得するには、必ず栄養士資格必修科目50単位を全て修得して栄養士養成施設を卒業しなければならない。独学が不可能なので、社会人が栄養士資格を新たに取得するには、転職するか、または最低でも短大・専門学校の2年間を貯金で暮らすなどして、栄養士養成施設に昼間通学できる環境を整える必要がある。
栄養士養成施設は女子大学や女子短大が多く、栄養士の資格を有する男性は少ない状態となっている。かつては女子学生が多い共学の短大などに入学して、卒業後に四年制大学に編入する例が多かった。現在の新設大学（女子短大から四年制大学への移行を含む）では共学の大学が多い。栄養士ではなく管理栄養士の養成施設は共学校も比較的多く存在するが、それでも大部分が女子大学・女子短大であり、共学校の学生もほぼ女性である。

## 栄養士資格必修科目50単位
ここに示した科目名は1つの例である。栄養士養成施設や管理栄養士養成施設により、科目名が若干異なる場合がある。
- 専門基礎分野（実験または実習については、専門基礎3分野の合計で4単位以上）
  - 「社会生活と健康」（講義または演習で合計4単位以上）・・・社会福祉論、公衆衛生学など
  - 「人体の構造と機能」（講義または演習で合計8単位以上）・・・解剖生理学、解剖生理学実験、生化学、生化学実験など
  - 「食品と衛生」（講義または演習で合計6単位以上）・・・食品学総論、食品学各論、食品学実験、食品衛生学、食品衛生学実験など
- 専門分野（実験または実習については、専門3分野の合計で10単位以上）
  - 「栄養と健康」（講義または演習で合計8単位以上）・・・基礎栄養学、基礎栄養学実験、応用栄養学、応用栄養学実習、応用栄養学実験、臨床栄養学総論、臨床栄養学各論、臨床栄養学実習など
  - 「栄養の指導」（講義または演習で合計6単位以上）・・・栄養教育論、栄養指導論、栄養指導実習、公衆栄養学概論など
  - 「給食の運営」（講義または演習で合計4単位以上）・・・調理学概論、基礎調理実習、応用調理実習、給食計画実務論、給食経営管理実習、校外実習など
- 校外実習・・・病院、福祉施設、給食センター、保健所など栄養士が勤務している場所のいずれか1カ所で、5日間の実習を行うことが義務付けられている。

### 科目の改正
栄養士法の改正に伴い、2002(平成14)年4月以降の入学生から、栄養士資格必修科目の一部が変更となった。
改正点
- 以前の科目指定制を廃止し、「社会生活と健康」、「人体の構造と機能」、「食品と衛生」、「栄養と健康」、「栄養の指導」、「給食の運営」という分野ごとの指定となった。これにより、各栄養士養成施設や各管理栄養士養成施設ごとに、柔軟なカリキュラムを組むことが可能となった。
- 以前は選択科目だった、「社会福祉概論」が栄養士資格必修科目へ変更。
- 以前は栄養士資格必修科目だった、「食品加工学」「食品加工学実習」「食料経済」「食生活論」「運動生理学」が選択科目へ変更。
- 栄養士資格必修科目の「給食管理」が、「給食計画・実務論」へ科目名を変更。
- 栄養士資格必修科目の「栄養学総論」が、「基礎栄養学」へ科目名を変更。
- 栄養士資格必修科目の「栄養学各論」が、「応用栄養学」へ科目名を変更。
- 「人体の構造と機能」や「栄養と健康」の分野の最低限修得すべき単位数が、以前より2単位ずつ増加。
- 「食品と衛生」の分野の最低限修得すべき単位数が、以前より4単位減少。

## 栄養士法以前の栄養士
栄養士法成立以前は、栄養学の創始者である佐伯矩の「栄養学校」、陸軍の糧友会が設立した食糧学校、香川綾の女子栄養学園で栄養について学んだ者に与えられていた。